# Boris III. (Bulgarien)

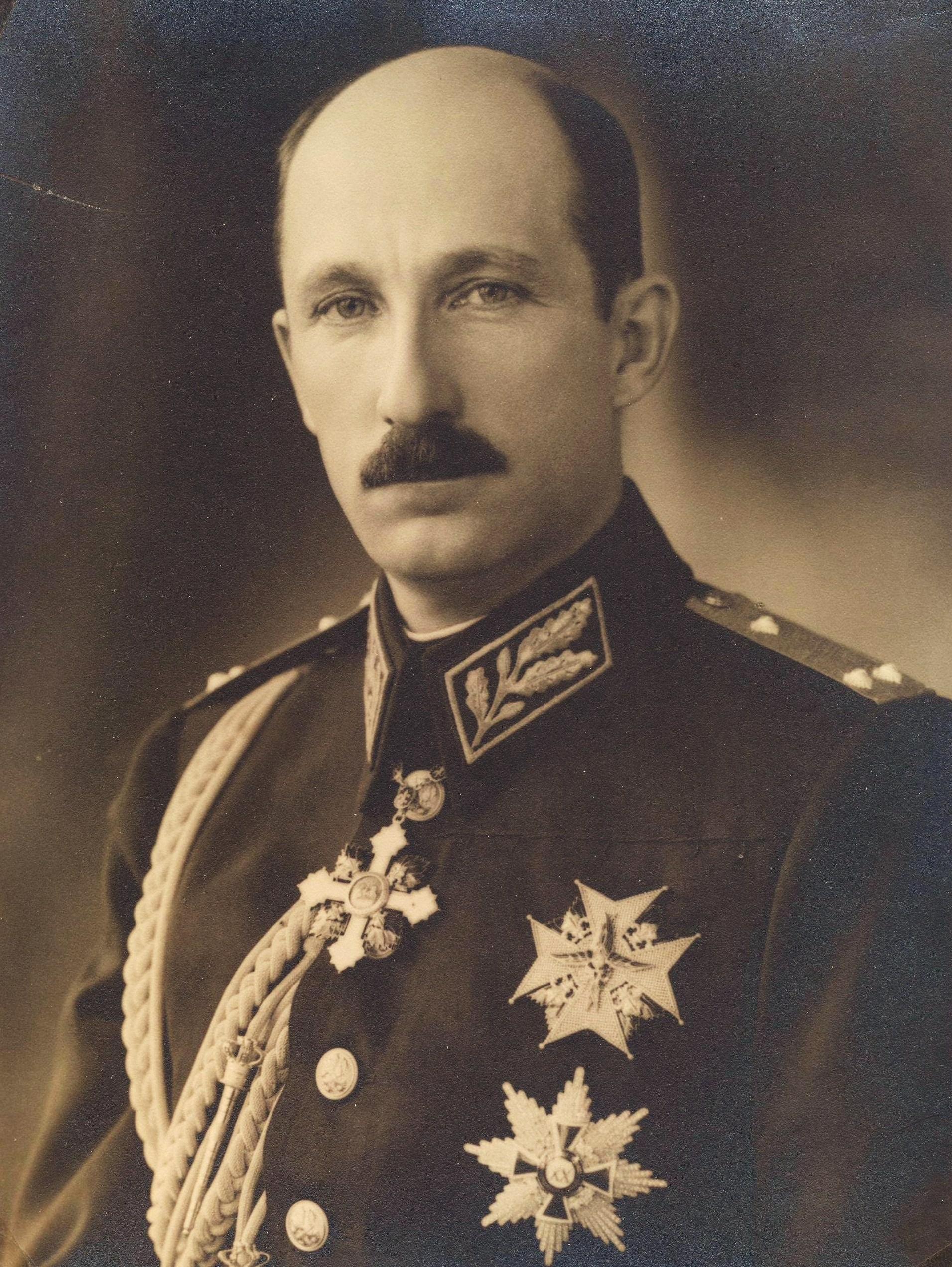
Boris III. von Bulgarien, offizielles Porträt (1918)

Boris von Sachsen-Coburg und Gotha (bulgarisch Борис Сакскобургготски; * 30. Januar 1894 in Sofia; † 28. August 1943 ebenda) war als Boris III. (Борис III) von 1918 bis zu seinem Tod der zweite Zar von Bulgarien.

## Leben

### Zar von Bulgarien seit 1918

Königliches Monogramm

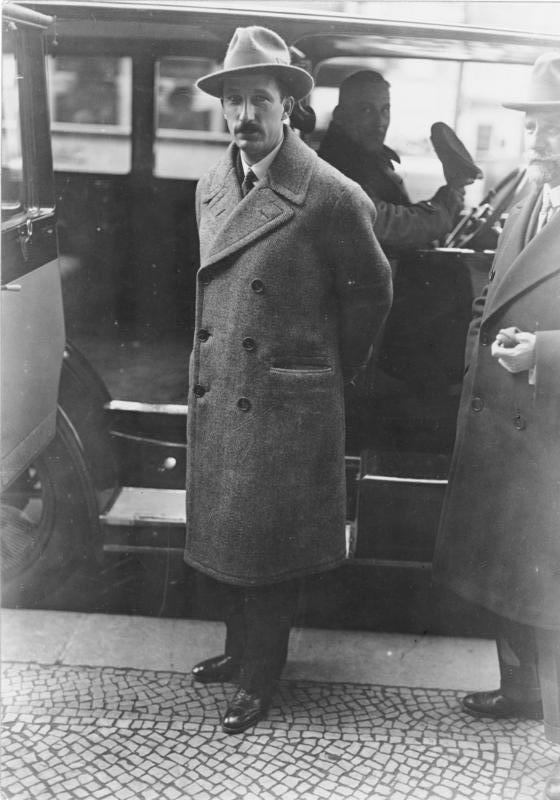
Zar Boris III. von Bulgarien 1929 bei einem Besuch in Berlin

Boris Klemens Robert Maria Pius Ludwig Stanislaus Xaver wurde am 30. Januar 1894 als ältester Sohn Ferdinands I. und dessen Ehefrau Marie Louise von Bourbon-Parma in Sofia geboren. Sein Vater war seit 1887 regierender Herrscher (Knjaz) des teilautonomen Fürstentums Bulgarien. In Anlehnung an den frühmittelalterlichen Herrscher und bulgarischen Nationalheiligen Boris erhielt er dessen Namen und trug als Kronprinz den Titel Prinz von Tarnowo. Boris gehörte dem weitverzweigten Haus Sachsen-Coburg-Koháry an, einer Nebenlinie der Wettiner, und wie im 19. Jahrhundert üblich, bestanden zur europäischen Hocharistokratie enge Verwandtschaftsverhältnisse. Er hatte mit Prinz Kyrill einen jüngeren Bruder.
Boris wuchs im Wrana-Palast südlich der Hauptstadt und in der Sommerresidenz Euxinograd am Schwarzen Meer auf. Gemeinsam mit seinem Bruder Kyrill wurde er zunächst am  Klassischen Gymnasium von Sofia und nach der Gründung der Palastschule, die ebenfalls am Gymnasium angesiedelt war, durch Hauslehrer unterrichtet. Anschließend absolvierten sie eine Offiziersausbildung an der nationalen Militärschule Sofia.
Er war der Sohn von Zar Ferdinand I. und bestieg 1918 den Thron, als sein Vater infolge der Niederlage Bulgariens im Ersten Weltkrieg abdankte. Es war die zweite größere Niederlage des Landes in nur fünf Jahren nach den Balkankriegen 1913. Im Vertrag von Neuilly-sur-Seine musste Bulgarien Land an seine Nachbarn abtreten und schmerzhafte Reparationen bezahlen, was die politische und wirtschaftliche Stabilität bedrohte.
Zwei Bewegungen, die Agrarische Union und die Kommunistische Partei, riefen nach dem Sturz der Monarchie und einem Regierungswechsel. Unter diesen Umständen bestieg Boris den Thron.
Ein Jahr nach Boris’ Thronbesteigung wurde Aleksandar Stambolijski, Mitglied der Agrarischen Union, zum Ministerpräsidenten gewählt. Beim zahlenmäßig starken Bauernstand beliebt, zog er sich die Feindschaft der Mittelklasse und des Militärs zu. Bereits im April 1923 war Boris in die Verschwörungspläne gegen den Regierungschef eingeweiht. Nach dem Putsch vom 9. Juni 1923 vereidigte er die neue Regierung der Putschisten und nahm den „Rücktritt“ von Stambolijskis Kabinett entgegen. Infolge des Putsches kam es im September zu einer kommunistischen Erhebung, die als Septemberaufstand bekannt wurde. Am 16. April 1925 verübte die illegalisierte Kommunistische Partei in der orthodoxen Kathedrale von Sofia ein Attentat auf Zar Boris III. und die dort versammelten Regierungsmitglieder. Der König entging durch einen Zufall dem Bombenanschlag, jedoch kamen über 200 Kirchenbesucher ums Leben.
1925 erklärte Griechenland Bulgarien den Krieg. Trotz der Intervention des Völkerbundes dauerte die Verwirrung bis 1934, als Boris dem Militär die Errichtung einer Diktatur ermöglichte. Im Folgejahr übernahm er die Kontrolle über das Land und regierte als absoluter Monarch, setzte jedoch später das Parlament wieder ein und gab den Frauen das Wahlrecht.

### Zweiter Weltkrieg
Zu Beginn des Zweiten Weltkriegs sympathisierte die bulgarische Bevölkerungsmehrheit mit Deutschland, das Rumänien 1940 gezwungen hatte, die südliche Dobrudscha an Bulgarien zurückzugeben. Kurz nachdem 1941 die jugoslawische Regierung den Dreimächtepakt unterzeichnet hatte, ein Putsch das Bündnis mit Nazideutschland jedoch verhinderte und die Wehrmacht in Jugoslawien einmarschierte, verbündete sich Boris III. mit den Achsenmächten. Trotz seiner Sympathien für Deutschland verweigerte Boris III. die Zusammenarbeit mit dem Naziregime in zwei wesentlichen Punkten: Der Judenfrage und der Beteiligung an einem Krieg gegen die Sowjetunion.

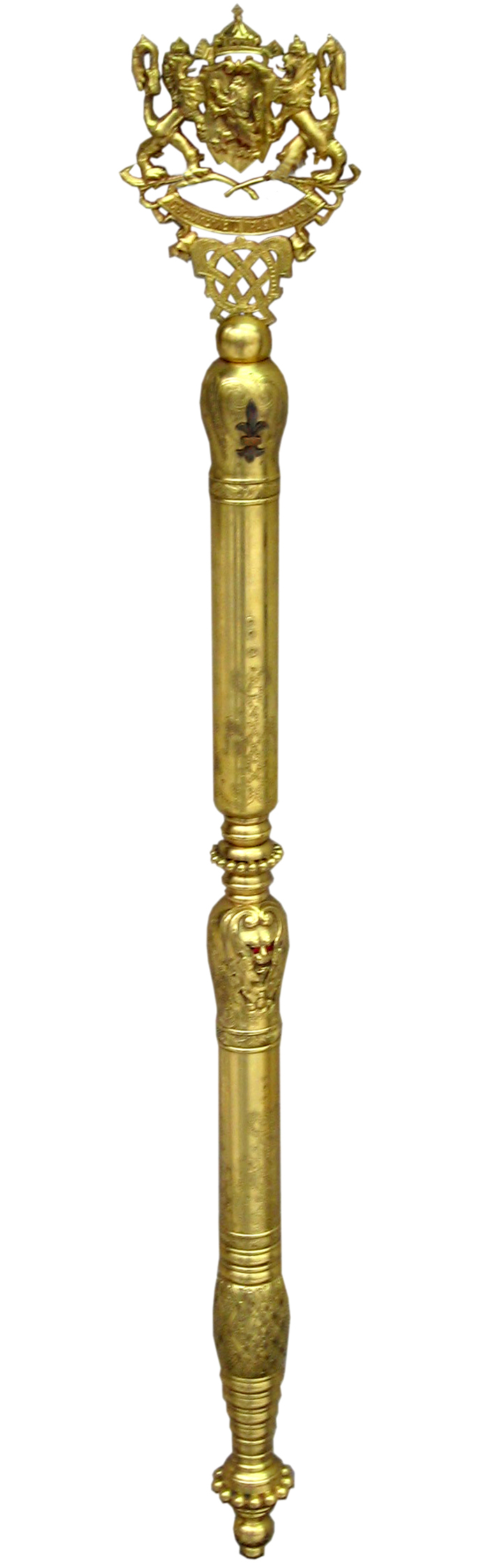
Das Zepter von Boris III.

Anfang 1943 verlangte die deutsche Regierung, dass die bulgarischen Juden als Teil „Endlösung der Judenfrage“ ins okkupierte Polen geschickt werden, und zu diesem Zweck wurde SS-Hauptsturmführer Theodor Dannecker nach Bulgarien entsandt. Dieser organisierte zunächst die Deportation von über 11.000 Juden in den besetzten Gebieten unter bulgarischer Herrschaft in Thrakien und Makedonien. Obwohl Bulgarien die Region faktisch besetzt hatte, erkannten die zuständigen deutschen Behörden nur die bulgarische Militärverwaltung an, nicht aber die Zivilverwaltung, und so wurden die Deportationen durch die Gestapo durchgeführt. Als jedoch auch die bulgarischen Juden in die Konzentrationslager deportiert werden sollten, führte dieses Ansinnen zu einem öffentlichen Aufschrei der Entrüstung in der bulgarischen Bevölkerung – vor allem durch prominente Persönlichkeiten wie Parlamentspräsident Dimitar Peschew und Erzbischof Stefan von Sofia. Zar Boris, der bis dahin in der Deportationsfrage laviert hatte, sah sich gezwungen zu handeln, sodass die Deportation der 48.000 bulgarischen Juden ins KZ Auschwitz-Birkenau verhindert werden konnte.

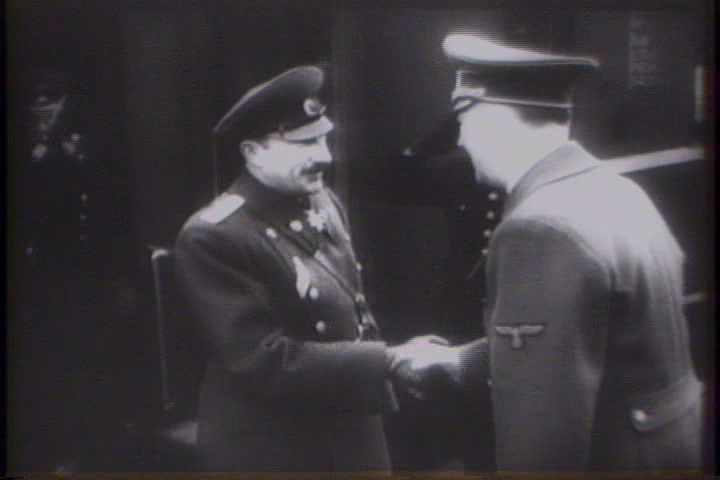
Der mysteriöse Tod, zwei Wochen nach diesem Treffen, ist bis heute nicht ganz aufgeklärt.

Noch inakzeptabler für Hitler als die in Bulgarien gescheiterte Vernichtung der jüdischen Bevölkerung war aber die Weigerung des Zaren, der Sowjetunion den Krieg zu erklären, vor allem als sich die Kriegsniederlage Deutschlands abzuzeichnen begann. Im August 1943 lud Hitler Zar Boris III. zu einem Treffen nach Berlin. Während Boris einer Kriegserklärung gegen die weit entfernten Mächte Vereinigtes Königreich und USA zustimmte, lehnte er wiederum eine Beteiligung Bulgariens am Krieg gegen die Sowjetunion ab. Auf Hitlers Drängen auf den Kriegseintritt soll der Zar geantwortet haben, das bulgarische Volk würde nie seine Waffen gegen Russland erheben, dem es die Befreiung vom 500-jährigen türkischen Joch verdanke. Außerdem verwies der Zar auf die unsichere Haltung der benachbarten neutralen Türkei. Der „symbolische“ Krieg gegen die Westmächte führte für die Einwohner Sofias in eine Katastrophe. Ihre Stadt wurde 1943 und 1944 von der Royal Air Force und der United States Air Force mittels Bombardierung massiv zerstört.
Bald nach seiner Rückkehr nach Sofia verstarb Boris III. während einer Wanderung im Rila-Gebirge, vermutlich an Herzversagen. Im Polizeibericht vom 6. September 1943 wurde festgehalten, Zar Boris III. könnte Opfer einer vorsätzlichen Vergiftung gewesen sein. Auf den Thron folgte sein sechsjähriger Sohn Simeon.
Zar Boris III. wurde im mittelalterlichen Kloster Rila beigesetzt. Nachdem die Kommunisten 1944 an die Macht gelangt waren, ließen sie den Leichnam exhumieren und im Hof des Wrana-Palastes bestatten. Nach dem Fall des kommunistischen Regimes wurde versucht, ihn erneut zu exhumieren, doch man fand nur sein Herz, das wieder im Rila-Kloster beigesetzt wurde.

## Ehe und Nachkommen
Zar Boris III. heiratete am 25. Oktober 1930 Prinzessin Giovanna von Savoyen (1907–2000), zweitjüngste Tochter des italienischen Königs Viktor Emanuel III. und Königin Elena. Die Ehe wurde in der Basilika San Francesco von Assisi nach katholischem Ritus geschlossen. Anschließend schiffte sich das Paar in Brindisi ein und ging am 30. Oktober in der bulgarischen Hafenstadt Burgas feierlich an Land. In einer orthodoxen Zeremonie wurde die Heirat am 9. November in Sofia wiederholt und Giovanna trug fortan den Namen Zariza Joanna.
Aus der Ehe gingen zwei Nachkommen hervor:
- Maria Luisa (* 13. Januar 1933) ⚭ Karl zu Leiningen
- Simeon (* 16. Juni 1937) ⚭ Margarita Gómez-Acebo y Cejuela

## Sonstiges

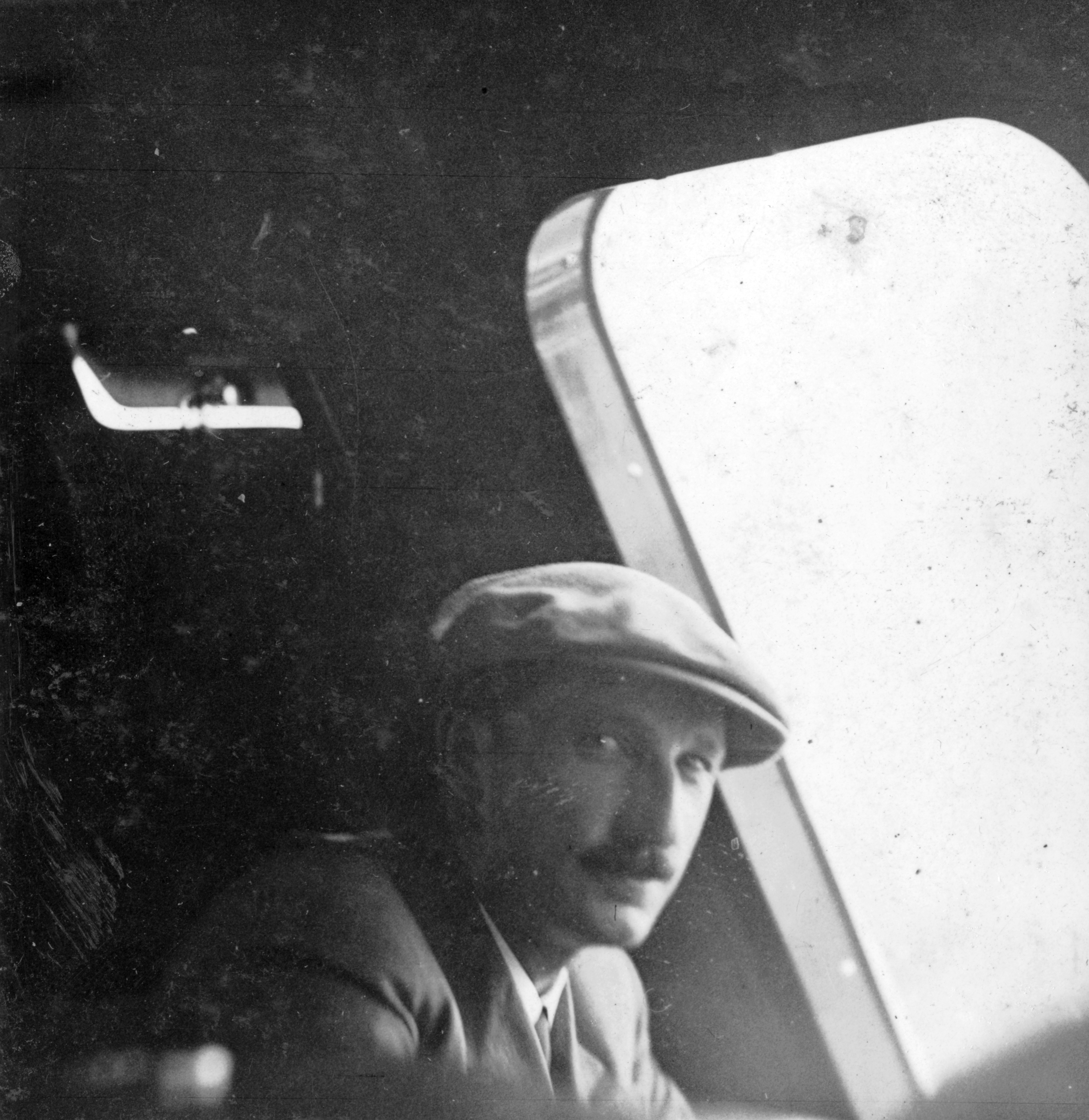
Zar Boris auf dem Führerstand eines ungarischen Arpad-Triebwagens (1937)

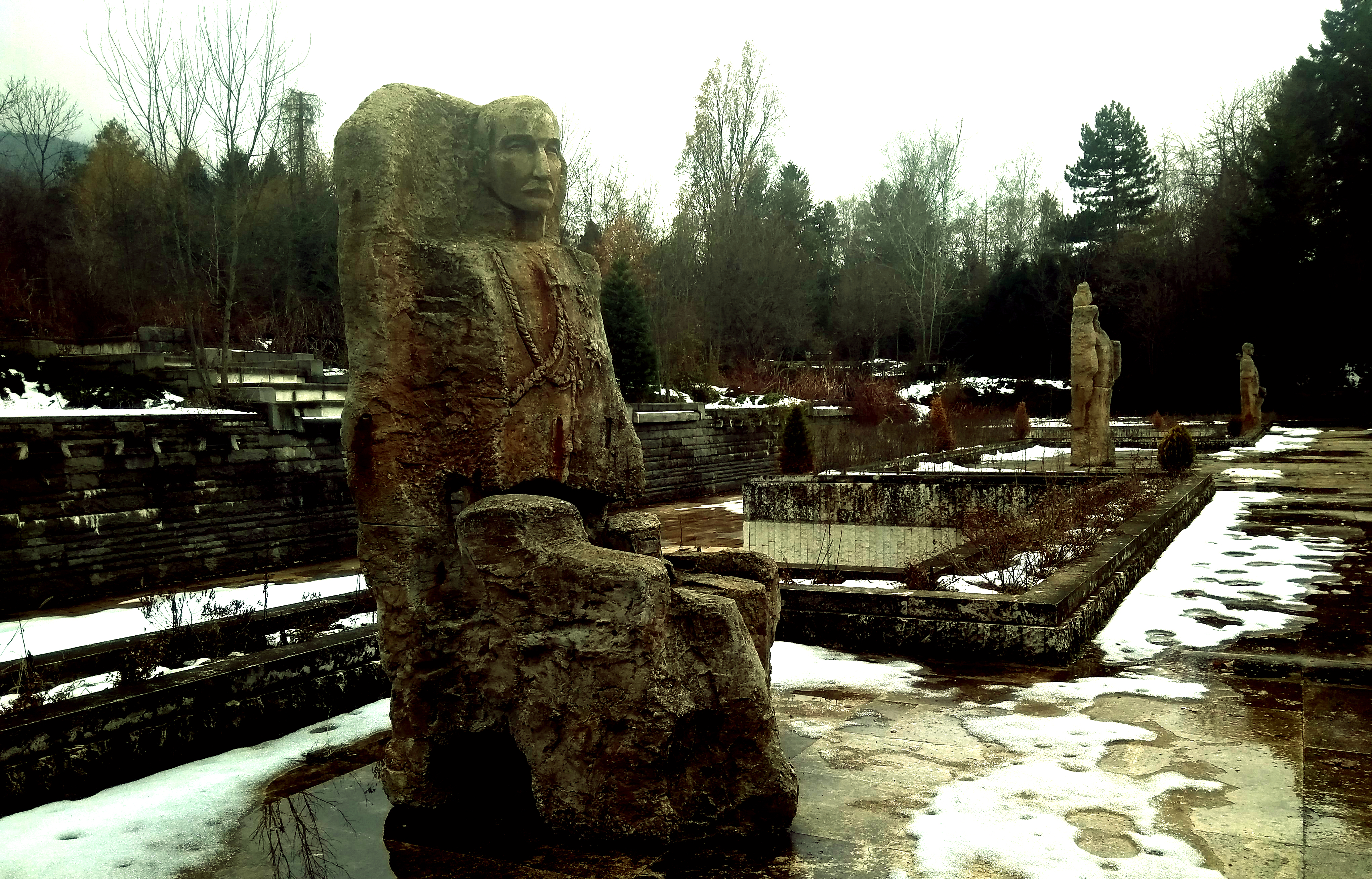
Zar Boris III., Bildhauer: Kunyo Novachev, Architekt: Milomir Bogdanov, 2016

### Eisenbahnfan
Boris III. war wie sein Vater ein begeisterter Eisenbahnliebhaber und führte nicht selten auch selbst Züge, darunter den berühmten Orient-Express. Er besaß dazu selbst einen für In- und Ausland gültigen, offiziellen Lokführerschein und genoss bei seinen „Kollegen“ hohes Ansehen, sie ernannten ihn zum Ehrenmitglied ihrer Vereinigung. Boris nützte sein Faible aber auch zur Werbung für das Verkehrsmittel Eisenbahn und zur Stärkung der bulgarischen Wirtschaft, speziell im Ausland. So soll er sogar bei seiner Hochzeitsreise mit Giovanna von Savoyen die Lokomotive seines Sonderzuges in Italien selbst gesteuert haben.
Im Gegensatz zu seinem Vater Ferdinand, dessen ruppiger Fahrstil des Öfteren zu Beschwerden der Fahrgäste führte, galt Boris als erfahrener Lokomotivführer, dem man nichts vormachen konnte:

„Wir fuhren frühmorgens mit einem Zug Probe auf der Strecke durch das malerische Iskertal bis zu dem 78 km entfernten Mezdravratca. Dort traf auch kurz nach uns Boris mit seinem Sonderzug aus Euxinograd bei Warna ein. Beide Züge wurden zusammengehängt, was einen stattlichen Zug ergab, und mit unserer davorgespannten Lokomotive wurde die Rückfahrt angetreten. Boris stieg auf unsere 1 E-Lokomotive, die er zum ersten Mal sah, und fuhr los. Alles ging glatt, bis plötzlich kurz vor einem Tunnel ein Wärter seine Mütze im Kreise schwenkte. Boris bremst, und der Zug kommt meiner Empfindung nach zum Halten (...). Aber nach einer Weile erscheint vor uns ganz klein […] die Öffnung des gekrümmten Tunnels. Boris hatte also in der völligen Dunkelheit seinen Zug durchaus in der Gewalt und zog ihn langsam aus dem Tunnel heraus. […]
So hat Boris des öfteren in seinem Lande Sonderzüge gefahren, auch einmal einen verunglückten Lokomotivführer bis zur nächsten Lokomotiv-Wechselstation vertreten.  […]“

### Benennungen
Der Park Borissowa gradina in Sofia ist nach ihm benannt. An Boris III. erinnert auch der Name der 1925 beschriebenen Bulgarischen Tanne (Abies borisii-regis Mattf.).

## Orden (Auswahl)
- St. Alexander-Orden
- Militärorden für Tapferkeit
- Pour le Mérite (Militärorden)
- Großkreuz des Militär-St.-Heinrichs-Ordens
- Weißer Adlerorden
- Orden der Hl. Kyrill und Methodius
- Verdienstorden vom Deutschen Adler
- Collane des Ordens des Adlers von Georgien